# Valko Tchervenkov
Valko Véliov Tchérvénkov (en bulgare Вълко Вельов Червенков), né le 6 septembre 1900 et mort le 21 octobre 1980, est un homme politique bulgare, dirigeant du Parti communiste bulgare et chef du gouvernement de la république populaire de Bulgarie.

## Adhésion et activités au Parti communiste bulgare
Valko Tchervenkov adhéra au Parti communiste bulgare (PCB) en 1919. Il prit part aux activités du groupe des jeunes communistes et d'édition de journaux. Participant à l'insurrection du 23 septembre 1923, il fut jugé et condamné à mort. Toutefois, sa peine fut commuée et il fut autorisé à émigrer en URSS en 1925.
Arrivé à Moscou, il suivit les cours de l'Ecole Marx-Lénine. Il adhéra rapidement aux méthodes de gouvernement de Joseph Staline et s'y fit connaître pour sa connaissance et sa fidélité de la doctrine marxiste-léniniste. En 1941, Tchervenkov devint directeur de la station de radio émettant, en Bulgare.

## Dirigeant de la Bulgarie
Après l'arrivée des troupes soviétiques en Bulgarie et le Coup d’État du 9 septembre 1944, il retourne en mission en Bulgarie, à la demande de son beau-frère Georgi Dimitrov. Il devint membre du gouvernement, en 1945, qui fut rapidement contrôlé par les communistes. Il fut nommé Vice-président du Conseil des ministres, en 1949, peu avant la mort de Georgi Dimitrov.
À la suite du décès du fondateur de la république populaire de Bulgarie, un gouvernement collégial fut mis en place, Tchervenkov étant secrétaire général du PCB et Vassil Kolarov Président du Conseil des ministres. Après la mort de ce dernier en 1950 et avec l'aval de l'URSS, Tchervenkov cumula les deux fonctions les plus élevées en Bulgarie, fusionnant, de fait, l'État et le Parti.
Adhérant étroitement aux positions de l'Union soviétique et imposant le culte de la personnalité, Tchervenkov fut surnommé "Petit Staline". Il envoya, dans des camps de travail, ses opposants politiques ainsi que ceux qui pouvaient le menacer. Il déclencha des persécutions sévères contre les cultes. Sur le plan économique, il s'inspira également du modèle soviétique en collectivisant massivement les terres ainsi que les autres biens de production et en lançant le pays dans un développement massif de l'industrie lourde. La croissance de la production lui permit de supprimer le système de rationnement et de coupons mis en place pendant la Seconde Guerre mondiale. La santé et l'éducation furent rendues gratuites.
La mort de Staline entraîna rapidement un coup d'arrêt pour le pouvoir de Tchervenkov. Il fut contraint de démissionner le 4 mars 1954 du poste de secrétaire général du Parti communiste bulgare et, le 17 avril 1956, de la présidence du Conseil des ministres.

## Fin de vie
Après son éviction du pouvoir, Tchervenkov resta à la tête du Front patriotique jusqu'à en 1957. En 1962 il fut sorti de la direction du PCB et exclu du parti. Il redevint membre du Parti en 1969, après le Printemps de Prague et finit sa vie, en 1980, dans l'anonymat.

## Famille
Valko Tchervenkov s'est marié en 1926, de manière officieuse, avec Elena Dimitrova, sœur benjamine de Georgi Dimitrov. Ils finissent leur vie commune sans jamais avoir contracté de mariage civil. Ils ont eu deux enfants :
- Vladimir (1935-1965) ;
- Irina (1939-2014) : docteur en philologie Russe, elle enseigna à la faculté de langues slaves de l'université Saint-Clément d'Ohrid de Sofia. Elle a eu deux fils : Pavél et Aleksandar.